# Fontaines de la Rome antique
Les fontaines de la Rome antique (en latin : lacus) sont des constructions de tailles diverses disposant de bassins pour recueillir de l'eau courante et établies dans les rues de la ville, fournissant de l'eau potable aux habitants. Certaines fontaines sont construites directement sur une source, d'autres sont alimentées en eau par les aqueducs. Les plus grandes fontaines, bâties sous une forme monumentale, peuvent également être désignées par le terme de « nymphée » (en latin : nymphaeum).

## Description
Les fontaines peuvent être équipées de bassins sur pieds, monolithes ou constitués de plaques de pierre fixées entre elles par des agrafes métalliques. Elles sont placées à intervalles réguliers le long des rues de la ville, alimentées par siphonnage à partir de tuyaux de plomb sous la rue. Les maisons des citoyens romains les plus riches (domus et villa) disposent souvent d'une petite fontaine dans l'atrium. Les plus grandes fontaines comprennent une alimentation en eau plus complexe permettant par exemple de réaliser des jets d'eau par charge hydraulique.
Selon Frontin, curateur des eaux sous Nerva, la ville de Rome comprend 39 fontaines monumentales et 591 bassins publics de dimensions plus modestes, alimentés en eau par neuf aqueducs, sans compter l'eau fournie aux fontaines des palais impériaux, aux thermes et aux propriétaires de villas. Chacune des plus grandes fontaines sont alimentées par deux aqueducs différents, au cas où l'un est arrêté pour maintenance.

## Nom des fontaines
Les fontaines de Rome sont nommées en fonction de la forme représentée sur le tuyau d'alimentation ou en fonction du nom du commanditaire. Il arrive que les fontaines servent de points de repères topographiques pour localiser d'autres monuments ou pour nommer une rue adjacente (par exemple le Vicus Laci Fundani ou le Vicus Laci Tecti).

## Liste de fontaines
| Nom                                     | Type             | Région                   | Commentaires | Images |
| --------------------------------------- | ---------------- | ------------------------ | --- | ------ |
| Nymphée d'Alexandre Nymphaeum Alexandri | Nymphaeum        | Regio V, Esquilin        | Réservoir aménagé en fontaine monumentale alimenté par les eaux de l'aqueduc de l'Aqua Julia.                                                             |        |
| Lacus Aretis                            | Lacus            | Regio VIII, Vélabre      | Associée à un temple dédié à Fortuna, peut-être celui construit par Servius Tullius.                                                                      |        |
| Lacus Cunicli                           | Lacus            | Regio IX                 | Connue par une inscription de 375 ap. J.-C. Elle tire peut-être son nom d'une sculpture de lapin en guise d'alimentation.                                 |        |
| Lacus Curtius                           | Lacus, autel     | Regio VIII, Forum Romain | Il n'est pas certain que le monument ait contenu une fontaine ou un bassin malgré sa dénomination.                                                        |        |
| Lacus Esculinum                         | Lacus            | ?                        | Très ancienne fontaine selon Varron,. |        |
| Lacus Fagutalis                         | Lacus            | Regio II, Fagutal        | Probablement située sur la pointe occidentale de l'Esquilin, elle est associée à un autel compital.                                                       |        |
| Lacus Fundani                           | Lacus            | Regio VI, Quirinal       | Citée durant les évènements opposants les partisans de Vitellius et ceux de Vespasien.                                                                    |        |
| Lacus Ganymedis                         | Lacus            | Regio VII                | Tire probablement son nom d'une statue de Ganymède. |        |
| Fontaine de Juturne Lacus Iuturnae      | Lacus            | Regio VIII, Forum Romain | Associée à un édicule et un autel dédiés à Juturne. |        |
| Lacus Longus                            | Lacus            | Regio III                | Connue seulement grâce à sa mention dans un édit de Tarracius Bassus,.                                                                                    |        |
| Meta Sudans                             | Lacus            | Regio IV, Colisée        | |        |
| Lacus Orphei                            | Lacus, nymphaeum | Regio V, Esquilin        | Placée au sommet du Clivus Suburanus selon Martial, il s'agit probablement d'un nymphée figurant Orphée charmant des animaux sauvages grâce à sa musique. |        |
| Lacus Pastorum                          | Lacus            | Regio III                | Située à l'est du Colisée. |        |
| Lacus Philippi                          | Lacus            | Regio XIV, Transtiberim  | Construite par Philippe l'Arabe afin de régler un problème d'approvisionnement en eau.                                                                    |        |
| Lacus Pisonis                           | Lacus            | ?                        | Mentionnée par Cicéron en 56 av. J.-C. pour localiser une maison louée par son frère Quintus.                                                             |        |
| Lacus Poetelius                         | Lacus            | Regio IV ou V, Cispius   | Fontaine publique associée au culte des Argées. |        |
| Lacus Promethei                         | Lacus            | Regio I                  | Sur la fontaine est représenté Prométhée crucifié, l'eau coulant de ses blessures.                                                                        |        |
| Septizodium                             | Nymphaeum        | Regio X, Palatin         | Davantage considéré comme un nymphée qu'une fontaine, il dissimule les fondations de la Domus Severiana sur le Palatin.                                   |        |
| Bassin de Servilius Lacus Servilius     | Lacus            | Regio VIII, Forum Romain | Fontaine adjacente à la basilique Julia, utilisée lors de la proscription de Sylla pour exposer les têtes des sénateurs exécutés.                         |        |